# Margattea frontefasciata
Margattea frontefasciata es una especie de cucaracha del género Margattea, familia Ectobiidae. Fue descrita científicamente por Werner en 1913.
Habita en Guinea y Sudán.